# Pantufo
Pantufo är en ort i distriktet Água Grande i São Tomé och Príncipe. Den hade 1 929 invånare år 2001.